# Guardia Costera del Caribe
La Guardia Costera del Caribe (en neerlandés: Kustwacht Caribisch Gebied) es la vertiente del Reino de los Países Bajos al este del mar Caribe. La unidad es un esfuerzo conjunto entre todos los países que componen el Reino. Antes de la disolución de las Antillas neerlandesas en 2010, era conocida como la Guardia costera de las Antillas neerlandesas y Aruba (NA y A CG).

## Operaciones
- Detección y control: sobre narcotráfico, control fronterizo marino, control aduanero marítimo, pesca y vigilancia del medio ambiente, seguimiento de navegación segura, búsqueda y rescate en altamar.
- Servicios: ocupación continua y Centro Coordinador de Salvamento (RCC), de manipulación de las radiocomunicaciones de socorro y seguridad marítima, búsqueda y rescate[4] (SAR) y el apoyo de contingencia marítima.

## Organización
DCCG es una asociación entre Aruba, San Martín, Curazao y el Caribe Neerlandés (Bonaire, Saba y San Eustaquio). El personal de la Guardia Costera se compone de todos los países que integran el Reino. DCCG es una organización directamente bajo el control del Consejo de Estado de Ministros del Reino. El Comandante de las Fuerzas Navales de la Real Armada de Holanda en el Caribe (CZMCARIB) es también el comandante de la DCCG.